# Charles Walters
Charles Walters (Brooklyn, Nova Iorque, 17 de novembro de 1911 — Malibu, 13 de agosto de 1982) foi um cineasta estadunidense. Charles Walters, foi um renomado coreógrafo e diretor norte-americano, conhecido principalmente por seu trabalho em musicais clássicos de Hollywood. Iniciou sua carreira como dançarino e coreógrafo na Broadway, e depois foi para Hollywood, onde trabalhou como coreógrafo para os estúdios MGM. Sua estreia como diretor foi com o filme "Escola de Sereias" (1944), estrelado por Esther Williams. Ao longo de sua carreira, dirigiu sucessos como "Lili" (1953), "Alta Sociedade" (1956) e "Gigi" (1958).
Walters trabalhou com grandes estrelas, como Judy Garland, Fred Astaire e Gene Kelly, sendo elogiado por sua habilidade em combinar dança, música e narrativa visual. Ele é lembrado por seu estilo elegante e pelo uso inovador de coreografias que trouxeram charme aos musicais de Hollywood nas décadas de 1940 e 1950. Walters faleceu em Malibu, Califórnia, em 1982, deixando um legado significativo no cinema musical.

## Filmografia
- 1966 - Walk Don't Run
- 1964 - The Unsinkable Molly Brown
- 1962 - Billy Rose's Jumbo
- 1961 - Two Loves
- 1960 - Please Don't Eat The Daisies
- 1959 - Ask Any Girl
- 1957 - Don't Go Near The Water
- 1956 - High Society
- 1955 - The Tender Trap
- 1955 - The Glass Slipper
- 1953 - Easy To Love
- 1953 - Torch Song
- 1953 - Dangerous When Wet
- 1953 - Lili
- 1952 - The Belle of New York
- 1951 - Texas Carnival
- 1951 - Three Guys Named Mike
- 1950 - Summer Stock
- 1949 - The Barkleys of Broadway
- 1948 - Easter Parade
- 1947 - Good News
- 1945 - Spreadin' The Jam (curta-metragem)

## Prémios e nomeações
- Recebeu uma nomeação ao Óscar de Melhor Realizador, por "Lili" (1953).
- Ganhou o Prémio Internacional de Melhor Filme de Entretenimento no Festival de Cannes, por "Lili" (1953).